# Spilocuscus wilsoni
Il cusco maculato dagli occhi azzurri (Spilocuscus wilsoni Helgen e Flannery, 2004) è un marsupiale arboricolo della famiglia dei Falangeridi.

## Descrizione
Il cusco maculato dagli occhi azzurri è un rappresentante piuttosto piccolo del genere Spilocuscus (il paratipo adulto ha una lunghezza condilo-basale di 90 mm e un piede posteriore di 55 mm), e potrebbe essere di gran lunga la specie più piccola del genere. Ha occhi di colore verde-azzurro (unici nel suo genere), e il paratipo adulto ha un manto di colore completamente bianco (caratteristica presente anche in molti esemplari di Spilocuscus maculatus maculatus delle regioni settentrionali della Nuova Guinea); il manto della femmina è sconosciuto. Gli esemplari giovani hanno il manto color camoscio-crema con macchie bruno e grigio-brune su dorso e zampe, e inframmezzato qua e là da peli camoscio-argentei. La faccia e la parte superiore del collo sono marrone chiaro (con sommità del capo leggermente più chiara), guance e ventre sono di colore camoscio-crema senza macchie, la coda è di colore più chiaro del dorso, con macchie meno pronunciate, e dietro le orecchie è presente una chiazza di pelle nuda bianca. Il naso è rosa e la superficie dorsale delle «mani» è di un marrone più scuro delle macchie presenti sulle zampe.

## Biologia
Le abitudini di questa specie sono del tutto sconosciute.

## Distribuzione e habitat
La specie è endemica delle isole di Biak e Supiori, situate nella baia di Geelvink (Provincia di Papua). È nota unicamente a partire da tre esemplari: l'olotipo (RMNH 12727) è stato catturato a Biak nell'aprile del 1955 da L. D. Brongersma, il paratipo maschile adulto (RMNH 64, pelle e cranio) è stato catturato a Supiori da T. H. Ruys in data sconosciuta, e un esemplare immaturo che viveva come animale da compagnia presso una famiglia a Biak è stato fotografato, ma non catturato, da Tim Flannery nel settembre del 1992.
Sulle vicine isole di Numfoor, Palau Num e Yapen, è rimpiazzato da S. m. maculatus.

## Conservazione
Noto a partire solamente da tre esemplari e avvistato l'ultima volta nel 1992, il cusco maculato dagli occhi è uno dei mammiferi più rari del mondo. Biak è più densamente popolata delle altre isole situate lungo le coste occidentali della Nuova Guinea e negli ultimi decenni gran parte della foresta che un tempo la ricopriva è stata abbattuta per ricavare legname, ma le foreste montane di Supiori sono ancora in gran parte intatte. Sono necessarie ulteriori ricerche per valutare il numero di esemplari rimasti in natura e studiare la loro biologia. La IUCN lo classifica tra le specie in pericolo critico (Critically Endangered).